# چناق بلاغ
چناق بلاغ، روستایی در دهستان گاوینه‌رود بخش صومعه شهرستان ترکمانچای در استان آذربایجان شرقی ایران است.

## جمعیت
بر پایه سرشماری عمومی نفوس و مسکن در سال ۱۳۹۵، جمعیت این روستا برابر با ۵۶ نفر (۲۱ خانوار) بوده است.